# The Newcomers (película)
The Newcomers es una película de 2000, dirigida por James Allen Bradley, producida por Peter Beckwith, David Peters y David Giancola, y coescrita por Garrett Clancy y Tony Jiti Gill. Es coprotagonizada por Kate Bosworth, Paul Dano y Chris Evans. También aparece Jeff Fahey y Matt McCoy. Fue filmada en Vermont. Fue lanzada por Artist View Entertainmen y MTI Home Video.

## Trama
Es un drama familiar sobre una familia de Boston que decida mudarse para comenzar una nueva vida después que su hijo joven, Sam Docherty, es amenazado por matones. Cuando la familia Docherty busca un nuevo hogar, las cosas no son mejores. El padre Gary descubre que el trabajo que se le había prometido es dado a otra persona, y hay un disgusto general por la gente de la ciudad de los ciudadanos nuevos. Sam adopta un perro, la hija Courtney encuentra un nuevo, Judd, y las cosas mejoran pero no es hasta que Sam comete un acto de audacia de valentía que la familia Docherty es finalmente aceptada a la nueva comunidad.